# Gough Whitlam
Edward Gough Whitlam (11 de julho de 1916 - 21 de outubro de 2014) foi um político australiano. Foi primeiro-ministro da Austrália entre 1972 e 1975.

## Vida
Foi o 21º primeiro-ministro da Austrália, servindo de 1972 a 1975. Ele liderou o Partido Trabalhista Australiano (ALP) ao poder pela primeira vez em 23 anos nas eleições de 1972. Ele venceu a eleição de 1974 antes de ser demitido de forma controversa pelo governador-geral da Austrália, Sir John Kerr, no clímax da crise constitucional australiana de 1975. Whitlam continua sendo o único primeiro-ministro australiano a ter sido afastado do cargo dessa maneira.
Whitlam serviu como navegador da Força Aérea Real Australiana por quatro anos durante a Segunda Guerra Mundial e trabalhou como advogado após a guerra. Ele foi eleito pela primeira vez para o Parlamento em 1952, representando Werriwa na Câmara dos Representantes. Whitlam tornou-se vice-líder do Partido Trabalhista em 1960 e, em 1967, após a aposentadoria de Arthur Calwell, foi eleito líder e se tornou o líder da oposição. Após estreita perder a eleição 1969, Whitlam levou os Trabalhistas para a vitória na eleição 1972 após 23 anos de contínua gestão dos Liberais.
O governo de Whitlam implementou um grande número de novos programas e mudanças de política, incluindo o fim do recrutamento militar, a instituição de assistência médica universal e educação universitária gratuita e a implementação de programas de assistência jurídica. Com o Senado controlado pela oposição atrasando a aprovação dos projetos, Whitlam convocou uma eleição de dissolução dupla em 1974, na qual ganhou uma maioria ligeiramente reduzida na Câmara dos Representantes e obteve três cadeiras no Senado. Apesar da segunda vitória do governo nas eleições, a oposição, reagindo aos escândalos do governo e a uma economia em declínio sofrendo com a crise do petróleo de 1973 e a recessão de 1973-75, continuou a obstruir o programa do governo no Senado. No final de 1975, os senadores da oposição se recusaram a permitir a votação dos projetos de lei de apropriação do governo (projeto de lei que autoriza o dispêndio de fundos do governo), devolvendo-os à Câmara dos Representantes com a exigência de que o governo fosse a uma eleição. Whitlam se recusou a recuar, argumentando que seu governo, que detinha uma clara maioria na Câmara dos Representantes. A crise terminou em 11 de novembro, quando Whitlam chegou a uma reunião pré-combinada com o governador-geral, Sir John Kerr, na Casa do Governo para convocar uma eleição no Senado. Kerr demitiu-o do cargo e designou o líder da oposição, Malcolm Fraser, como primeiro-ministro interino. Os trabalhistas perderam a eleição subsequente.
Whitlam deixou o cargo depois de perder novamente na eleição de 1977 e se aposentou do parlamento em 1978. Após a eleição do governo Hawke em 1983, foi nomeado embaixador da UNESCO, cargo que ocupou com distinção, e foi eleito membro do Conselho Executivo da UNESCO. Ele permaneceu ativo em seus noventa. A propriedade e as circunstâncias de sua demissão e o legado de seu governo têm sido frequentemente debatidas nas décadas desde que ele deixou o cargo.

## Trabalhos publicados
- On Australia's Constitution (Melbourne: Widescope, 1977).
- The Truth of the Matter (Melbourne: Melbourne University Press, 1979).
- The Whitlam Government (Ringwood: Viking, 1985).
- Abiding Interests (Brisbane: University of Queensland Press, 1997).
- My Italian Notebook: The Story of an Enduring Love Affair (Sydney: Allen & Unwin, 2002)